# Zbigniew Chmielowiec
assinatura
Zbigniew Michał Chmielowiec (Kolbuszowa; 22 de Setembro de 1954 — ) é um político da Polónia. Ele foi eleito para a Sejm em 25 de Setembro de 2005 com 10236 votos em 23 no distrito de Rzeszów, candidato pelas listas do partido Prawo i Sprawiedliwość.